# ハロルド・デニス・テイラー

ハロルド・デニス・テイラー（Harold Dennis Taylor  1862年7月10日 - 1943年2月26日）はイギリス生まれの光学設計者、発明家であり、トリプレットレンズの発明で主に有名であるが、その他にも約50件の特許を取得している。
彼は1862年にハダーズフィールドで生まれ、ヨークのセント・ピーターズ・スクール（英語: St Peter's School, York）に通い建築の勉強を始めた。1880年頃、彼は建築の勉強をやめ、機器製造会社で望遠鏡も製造していた会社、 トーマス・クック・アンド・サンズ・オブ・ヨーク（英語: T. Cooke & Sons）で働いた。
トーマス・クックの光学部長兼主任設計者として、1893年にトリプレットレンズの設計と特許で名声を博し 、 1933年にダデル賞(2008年以降は『デニス・ガボール賞（英語: Dennis Gabor Medal and Prize）』と呼ばれている)を受賞した。
1888年7月24日にシャーロット・フェルナンデス・バーフと結婚した。2人にはドリスという娘と、レスリーとエドワードという2人の息子が生まれた。息子のエドワード(光学)（英語: Edward Wilfred Taylor）も光学設計者として著名人でした。
彼はノース・ヨークシャーのコックスウォルドで引退して亡くなった。

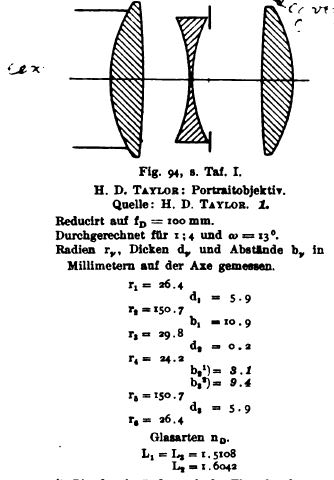
Cooke triplet
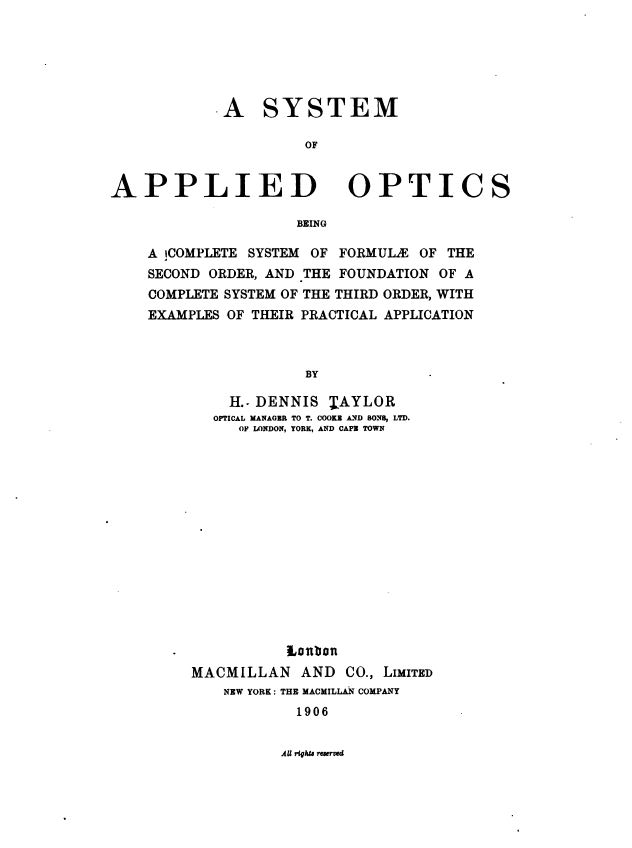